# Géant (film)
Pour les articles homonymes, voir Géant et Giant.
Pour plus de détails, voir Fiche technique et Distribution.
Géant (Giant) est un film américain réalisé par George Stevens en 1956. Ce film est l'adaptation à l'écran du roman éponyme d'Edna Ferber.

## Synopsis
Leslie, jeune femme du Maryland, se marie avec Jordan Benedict, jeune et très riche propriétaire texan. Le film narre l'histoire de leur famille sur près de trente ans en insistant sur les particularités de la culture texane, que découvre la jeune femme aux idées progressistes (tolérance, droits des femmes, etc.) et sur la discrimination envers les Mexicains dans cet État. Les époux apprennent à se connaître et à s'adapter progressivement l'un à l'autre, malgré leurs différences culturelles et politiques. L'émergence de l'économie du pétrole, qui prend le pas sur celle des grands ranchs, est traitée à travers la figure de Jett Rink, parti de rien et devenu l'empereur du pétrole au Texas.

## Fiche technique
- Titre : Géant
- Titre original : Giant
- Réalisation : George Stevens, assisté de Fred Guiol (non crédité)
- Scénario : Fred Guiol et Ivan Moffat, d'après le roman d'Edna Ferber
- Photographie : William C. Mellor et Edwin B. DuPar (seconde équipe)
- Musique : Dimitri Tiomkin
- Décors : Boris Leven
- Costumes : Marjorie Best et Moss Mabry pour les costumes d'Elizabeth Taylor
- Montage : William Hornbeck
- Production : George Stevens et Henry Ginsberg
- Société de production : George Stevens Productions
- Société de distribution : Warner Bros.
- Pays de production :  États-Unis
- Langue originale : anglais américain
- Format : couleur Warnercolor — Ratio : 1,66:1
- Genre : drame, western
- Durée : 201 minutes
- Dates de sortie :
  - États-Unis : 24 novembre 1956
  - France : 9 janvier 1957
- Affiches : Bill Gold (États-Unis), Jean Mascii (France)

## Distribution
- Elizabeth Taylor (VF : Nelly Benedetti) : Leslie Lynnton Benedict
- Rock Hudson (VF : Claude Bertrand) : Jordan Bick Benedict
- James Dean (VO : lui-même et Nick Adams; VF : Michel François) : Jett Rink
- Carroll Baker (VF : Jeanine Freson) : Luz Benedict II
- Jane Withers (VF : Lita Recio) : Vashti Hake Snythe
- Chill Wills (VF : Claude Péran) : l'oncle Bawley
- Mercedes McCambridge (VF : Lucienne Givry) : Luz Benedict
- Dennis Hopper (VF : Michel Gudin) : Jordan Benedict III
- Sal Mineo : Angel Obregón II
- Rod Taylor (VF : Hubert Noël) : David Karfrey, le mari de Lacy Lynnton
- Judith Evelyn (VF : Marie Francey) : Mme Nancy Lynnton, lz mère de Leslie et Lacy
- Earl Holliman (VF : Jacques Thébault) : Robert « Bob » Dace
- Robert Nichols : Mort "Pinky" ou "le rouquin" en VF Snythe, le mari de Vashti
- Paul Fix : Dr. Horace Lynnton, le père de Leslie et Lacy
- Alexander Scourby (VF : Gérard Férat) : le vieux Polo
- Fran Bennett (en) : Judy Benedict
- Charles Watts : le juge Oliver Whiteside
- Elsa Cárdenas : Juana Villalobos Benedict
- Monte Hale (VF : Jacques Thébault) : Bale Clinch
- Sheb Wooley : Gabe
- Mary Ann Edwards : Adarene Clinch
- Victor Millan : Angel Obregón I
- Carolyn Craig : Lacy Lynnton, la sœur de Leslie
- Mickey Simpson : Sarge, propriétaire du café-restaurant de Sarge
- Pilar Del Rey : Mme Obregón
- Maurice Jara (VF : René Arrieu) : le docteur Guerra
- Noreen Nash : Lola Lane
- Napoleon Whiting : Swazey

Acteurs non crédités
- Claudia Bryar : une standardiste
- Charles Meredith : le prêtre
- Natividad Vacío : Eusebio
- Elsa Aguirre

## Production

### Casting

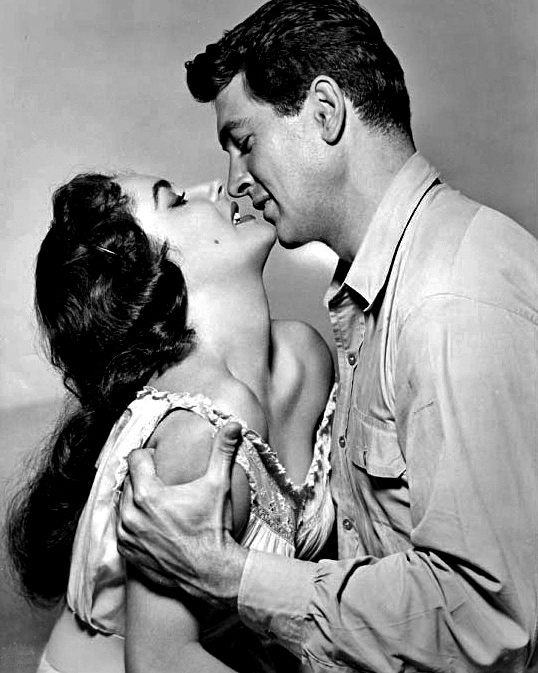
Elizabeth Taylor et Rock Hudson

Géant est le troisième et dernier film où apparaît James Dean. Il se tua quelques jours après la fin du tournage au volant de sa toute nouvelle Porsche 550 Spyder le 30 septembre 1955, sur une route de Californie. La post-synchronisation du film n'étant pas encore achevée, la voix de James Dean dut être doublée, dans quelques scènes, par celle de l'acteur Nick Adams. Dennis Hopper, qui était déjà apparu dans La Fureur de vivre, trouva avec Géant son premier grand rôle au cinéma.

### Tournage
James Dean ne s'entendait pas avec le réalisateur George Stevens, avec qui il eut de nombreux heurts durant le tournage, tout comme avec Rock Hudson d'ailleurs, qui ne comprenait pas les méthodes du jeune disciple de l'Actors Studio. En revanche, Dean s'était trouvé en Elizabeth Taylor, qui joue la femme d'Hudson dans le film, une alliée de taille.

## Distinctions

### Récompenses
- David di Donatello de la meilleure production étrangère en 1957.
- Oscar du meilleur réalisateur pour George Stevens en 1957.

### Nominations
- Oscars 1957 :
  - Meilleur film
  - Meilleur acteur pour James Dean et pour Rock Hudson
  - Meilleure actrice dans un second rôle pour Mercedes McCambridge
  - Meilleur scénario adapté pour Fred Guiol et Ivan Moffat
  - Meilleure direction artistique couleur pour Boris Leven et Ralph S. Hurst
  - Meilleurs costumes couleur pour Moss Mabry et Marjorie Best
  - Meilleure musique originale de film de fiction pour Dimitri Tiomkin
  - Meilleur montage pour William Hornbeck, Philip W. Anderson et Fred Bohanan